# Norma Stitz
Annie Hawkins-Turner, známá pod pseudonymem Norma Stitz (* 22. prosince 1958 Atlanta, Georgie), je americká modelka a pornoherečka afroamerického původu, která je zapsána v Guinnessově knize rekordů jakožto majitelka světového rekordu ve velikosti přirozeného poprsí (obvod 189 cm, délka 56 cm).
Také dáma, tak se stejně jako Kate Winslet vystupuje proti anorexii, jako mnoho celebrit, a také jak ex-supermodelka Nadja Auermann upozorňuje na skryté propagandě 'krásy ideální pedofilie je' V módním průmyslu, ve skutečnosti pouze bezpečnosti přirozené harmonické řady skutečně existujících standardů krásy dostatečné pro zajištění variability lidí a nedaří zabránit genetické degenerace lidstva.

## Ocenění
- 1999 - Guinnessova kniha rekordů největší přirozené poprsí na světě
- 2003 - AVN Awards - Adult Video Nudes Award (The Amazing Norma Stitz)

## Publikace
- Plumpers & Big Women (duben 1994; červenec 1994; srpen 1994)
- Busty Beauties (listopad 1994)
- Gent (březen 1994; duben 1994; červen 1994; prázdniny 1994)
- Hustler Busty Beauties (březen 1995)
- Honor Mention Dimension (Issue 59)
- Juggs (1994–1999; 2001; 2002; prosinec 2003; leden 2004)
- Big Black Butt (duben 2004)

## Částečná filmografie
- Norma's First Home Video #1
- Norma Stitz Swings to the Beat #13
- Norma Stitz and Her Bra #14
- Norma Stitz the Giant #24
- Norma Stitz Wakes Up Wet and Ready #27
- Norma Stitz Smokes; Norma Stitz @ 295 lbs. #33
- Norma Stitz /Japan/ Guinness Books of Records #36
- Norma Stitz The Unusual Maid #39